# Église Saint-Rémy d'Eyvigues
L'église Saint-Rémy est située à Salignac-Eyvigues, en Dordogne.

## Description
Cette église romane date du XIIe siècle, elle est construite sur un plan en croix latine, le chevet est plat et on trouve un clocher-mur à l’extrémité ouest. Percée de deux baies en plein-cintre, son élévation se termine par des pans coupés. Le portail est encadré de voussures, le tout surmonté d’un animal quadrupède. Les deux niveaux d’élévation sont séparés par un bandeau, lui-même décoré de deux têtes humaines.

## Galerie d'images

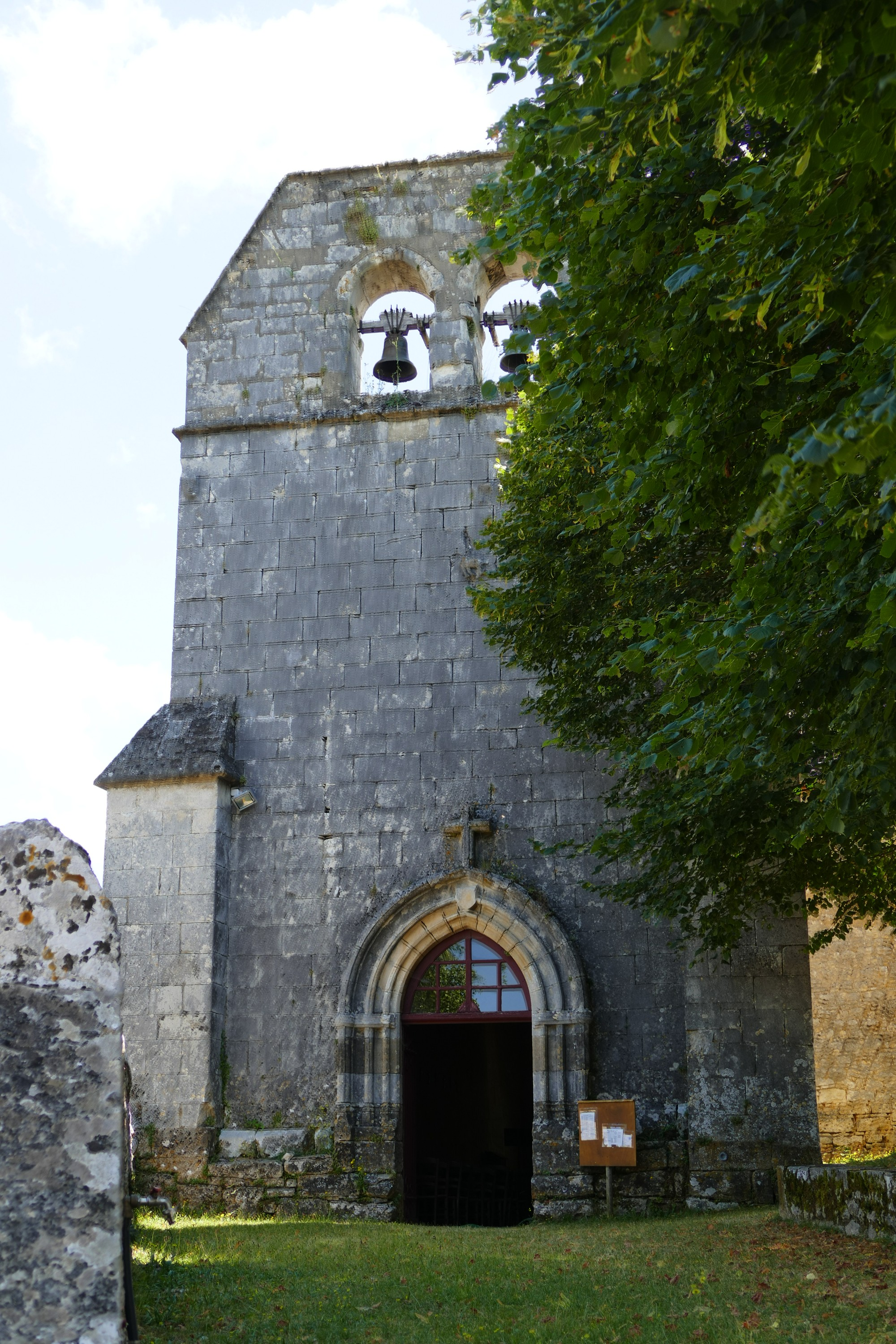
La façade.
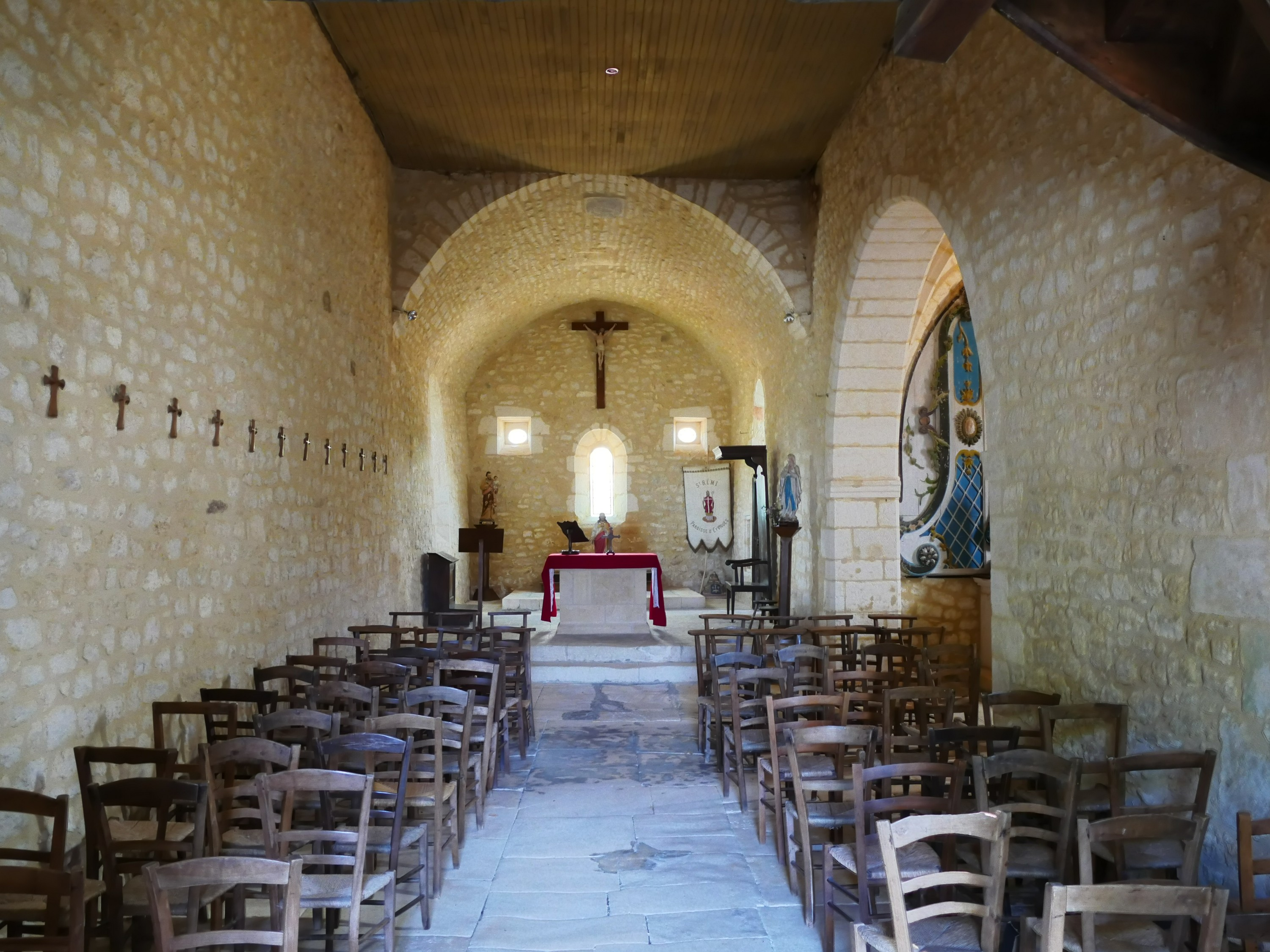
La nef.
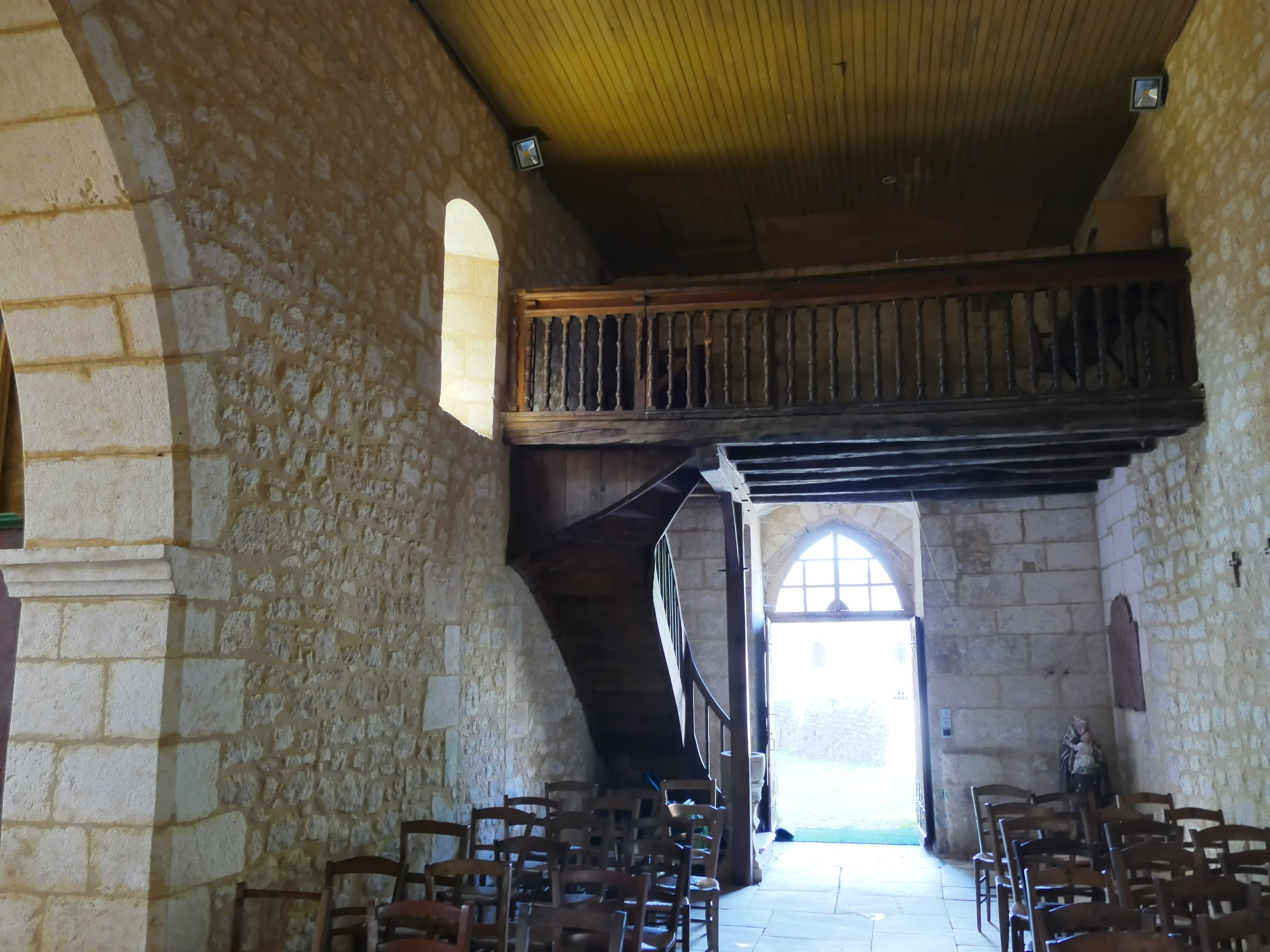
L'entrée et la tribune.
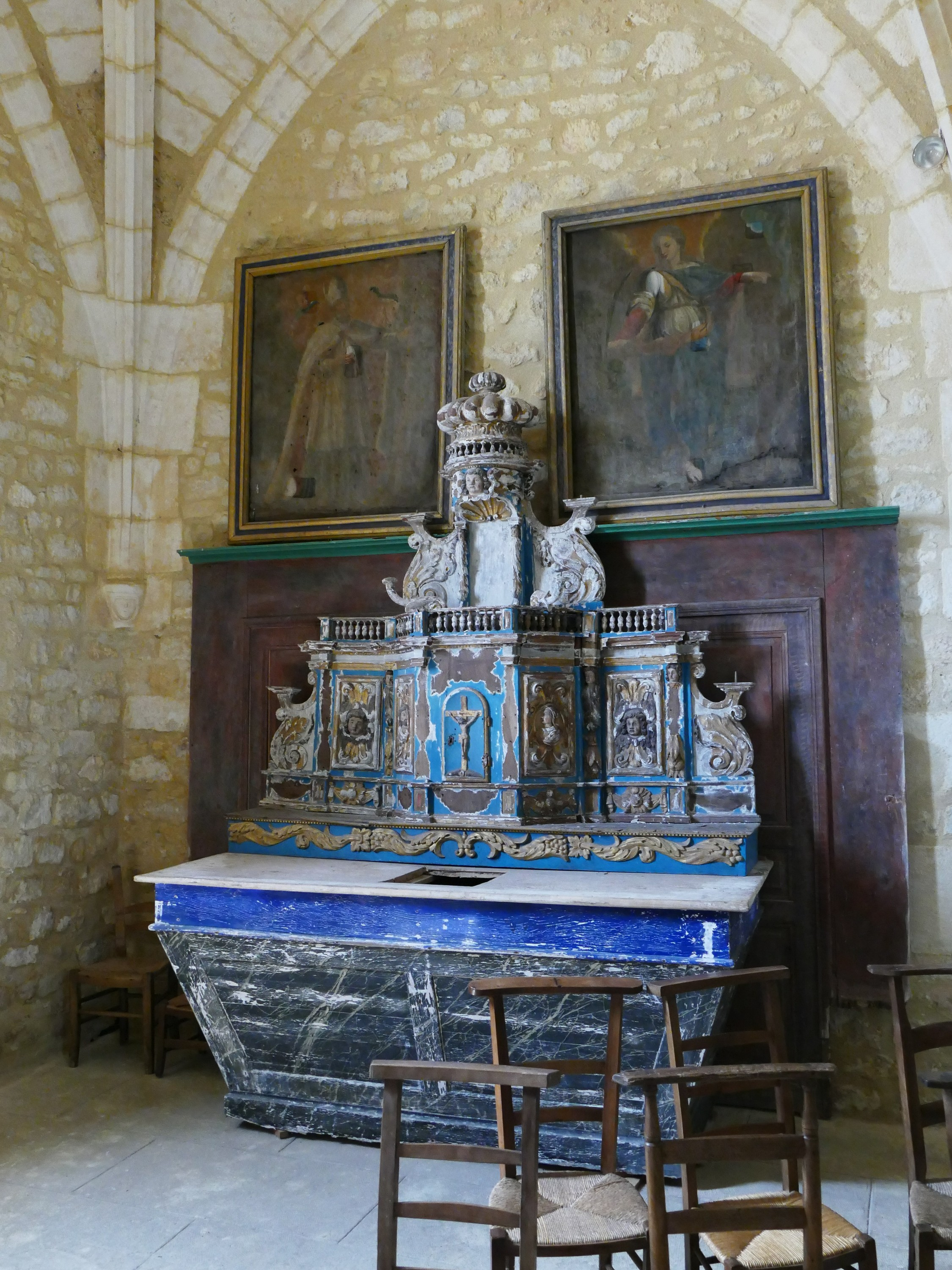
Retable.
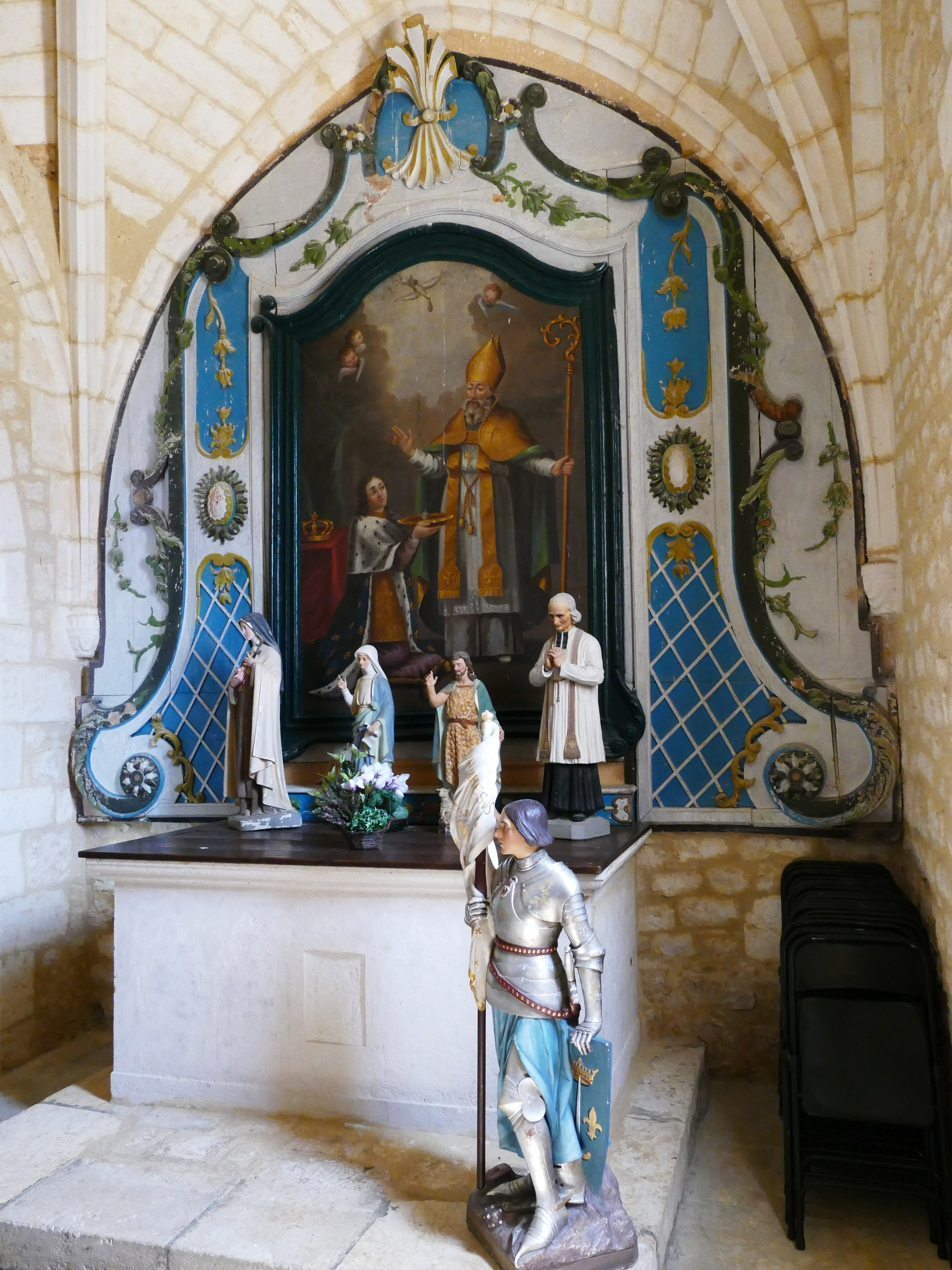
Retable.
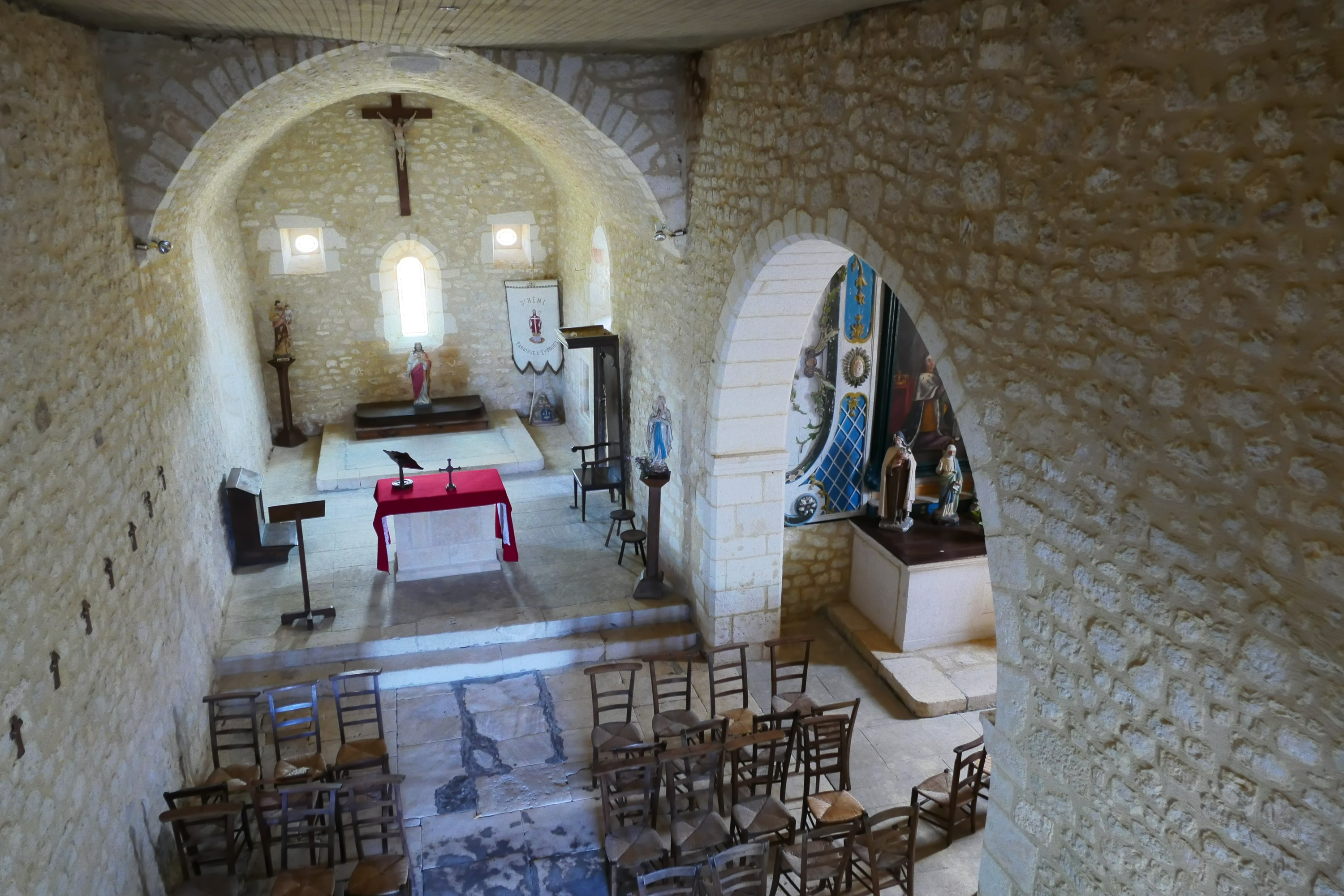
Vue de la tribune.